# فيلي ويكس
فيلي ويكس (بالإنجليزية: Willie Weeks)‏ هو موسيقي أمريكي، ولد في 5 أغسطس 1947 في سالمبورغ في الولايات المتحدة.

## وصلات خارجية
- فيلي ويكس على موقع IMDb (الإنجليزية)
- فيلي ويكس على موقع ميوزك برينز (الإنجليزية)
- فيلي ويكس على موقع أول ميوزيك (الإنجليزية)
- فيلي ويكس على موقع ديسكوغز (الإنجليزية)
- فيلي ويكس على موقع قاعدة بيانات الفيلم (الإنجليزية)